# 費爾南德斯阿隆索
費爾南德斯阿隆索是玻利維亞的城鎮，位於該國中部，由聖克魯斯省負責管轄，距離首府聖克魯斯109公里，海拔高度243米，每年平均降雨量約1,500毫米，2010年人口8,922。
17°00′36″S 63°13′56″W / 17.01°S 63.2322°W